# Cisza (film 1964)
Cisza (org. Тишина) – melodramat radziecki z 1964 roku w reż. Władimira Basowa. Adaptacja powieści Jurija Bondariewa pod tym samym tytułem (Тишина, 1962). Jeden z czołowych obrazów tzw. "nurtu rozliczeniowego" kina radzieckiego, ukazujących na przykładzie jednostki "błędy i wypaczenia" okresu stalinizmu i kultu jednostki w ZSRR.

## Opis fabuły
ZSRR, koniec 1945 roku. Wraz z tysiącami zdemobilizowanych żołnierzy do domu powraca 22-letni kapitan artylerii Siergiej Wochmincew. Pomimo powojennej biedy przyszłość rysuje się dla niego w jasnych barwach – odnajduje przyjaciół, dostaje się na upragnione studia, poznaje przychylną mu dziewczynę. Jego życie ulega jednak zmianie w momencie przypadkowego spotkania znajomego z frontu kombatanta – Arkadija. Niegdyś człowiek ten wydając błędne rozkazy przyczynił się zagłady podległej mu baterii, a odpowiedzialność za to zrzucił na jednego ze swoich podkomendnych, który wyrokiem sądu polowego trafił do karnego batalionu, gdzie wkrótce poległ. Siergiej, jedyny ocalały świadek tragedii, uważa Arkadija za odpowiedzialnego za śmierć wielu żołnierzy. Dwukrotnie, napotykając go przypadkiem w restauracji i przyjęciu noworocznym u znajomych, publicznie zarzuca mu tchórzostwo. Arkadij zręcznie udaje, że nie wie o co chodzi, jednak nie zapomina zniewagi.
Trzy lata później, z nieznanych powodów (najprawdopodobniej na skutek donosu sąsiada) zostaje aresztowany ojciec Wochmincewa. Arkadij – w tym czasie prymus, aktywista i przyjaciel przewodniczącego uczelnianej komórki partyjnej tej samej uczelni w której studiuje Siergiej – postanawia wykorzystać ten fakt dla zniszczenia go. Siergiej zostaje wezwany na zebranie uczelnianego komitetu partii i oskarżony o zatajenie faktu aresztowania swojego ojca. Cyniczny Arkadij przypisuje mu również winę za wojenne przestępstwo, którego sam dokonał. W rezultacie głosowania przychylnych przewodniczącemu lub zastraszonych członków komitetu partii, Wochmincew zostaje usunięty z jej szeregów. Przygnębiony i nie słusznie oskarżony odchodzi z uczelni. Mija kolejnych kilka lat. Siergiej w swojej tułaczce w poszukiwaniu pracy trafia w końcu do odległego Kazachstanu. Tylko tam ze swoją przeszłością może otrzymać pracę w swoim zawodzie. Przemiany w kraju jakie niesie XX Zjazd dają mu nadzieję, że prędzej czy później prawda wyjdzie na jaw.

## Obsada aktorska
- Witalij Koniajew – Siergiej Wochmincew
- Gieorgij Martyniuk – Konstantin Korabielnikow
- Łarisa Łużyna – Nina
- Natalia Wieliczko – Asja
- Władimir Jemieljanow – ojciec Siergieja
- Gieorgij Żżenow – Gniezdiłow (sekretarz partii na wiertni)
- Siergiej Płotnikow – dziekan Morozow
- Władimir Ziemlakin – Kosow (partyjny instruktor na roku)
- Wiktor Łomakin – Podgornyj
- Wsiewołod Safonow – Swiridow, sekretarz uczelnianej organizacji partyjnej
- Michaił Uljanow – Bykow (sąsiad Wochmincewów)
- Lidia Smirnowa – Bykowa
- Nikołaj Wołkow – Mukołomow (sąsiad Wochmincewów)
- Lilia Gricenko – Mukołomowa
- Raisa Kurkina – Olga
- Jewgienij Łazariew – Arkadij Uwarow
- Siergiej Gołowanow – major milicji w komisariacie
- Aleksandr Grawe – współpracownik NKWD
- Nikołaj Parfionow – spekulant Awierjanow
- Walentina Bieriezucka – żona Awierjanowa
- Iwan Pieriewierziew – Łukowski (dyrektor uczelni)
- Nikołaj Pogodin – Kniazjew (pracownik MGB)
- Władimir Basow – kierowca "jeepa"
- Aleksandr Strielnikow – kuglarz-kombatant na targu
- Eleonora Szaszkowa – Tanja
- Walentina Bułanowa – Inessa
- Aleksandr Juriew – handlarz na targu
- Nikołaj Sibiejkin – handlarz na targu
- Gieorgij Gumilewski – dozorca

i inni.